# الأميرة إيرولان
الأميرة إيرولان (بالإنجليزية: Princess Irulan؛ /ˈɪrəlɑːn/) هي شخصية خيالية من سلسلة فرنشايز كثيب التي ألَّفها فرانك هربرت. ظهرت في رواية كثيب وظهرت لاحقًا في مسيح كثيب. (1969)، وذرية كثيب (1976). تم التطرق إلى ولادة الشخصية وطفولتها المبكرة في ثلاثية بادئة سلسلة كثيب (1999–2001) التي كتبها ابن هربرت برايان وكيفن ج. أندرسون، وهي شخصية رئيسية في سلسلة هربرت/أندرسون أبطال كثيب (2008–2009).